# Hermann Recknagel
Hermann Recknagel (18 de julio de 1892 - 23 de enero de 1945) fue un general alemán durante la II Guerra Mundial, condecorado con la Cruz de Caballero de la Cruz de Hierro con Hojas de Roble y Espadas de la Alemania Nazi. Recknagel fue fusilado por partisanos polacos el 23 de enero de 1945 en la Polonia ocupada por Alemania.

## Condecoraciones
- Cruz de Hierro (1914) 2ª Clase (1 de octubre de 1914) & 1ª Clase (30 de septiembre de 1916)[1]
- Broche de la Cruz de Hierro (1939) 2ª Clase (22 de septiembre de 1939) & 1ª Clase (2 de octubre de 1939)[1]
- Cruz Alemana en Oro el 11 de febrero de 1943 como Generalmajor y comandante de la 111. Infanterie-Division[2]
- Cruz de Caballero de la Cruz de Hierro con Hojas de Roble y Espadas
  - Cruz de Caballero el 5 de agosto de 1940 como Oberst y comandante del Infanterie-Regiment 54[3]
  - Hojas de Roble el 6 de noviembre de 1943 como Generalleutnant y comandante de la 111. Infanterie-Division[3]
  - Espadas el 23 de octubre de 1944 como General der Infanterie y comandante del XXXXII. Armeekorps[3]